# Westport (Washington)
Westport is een plaats (city) in de Amerikaanse staat Washington, en valt bestuurlijk gezien onder Grays Harbor County.

## Demografie
Bij de volkstelling in 2000 werd het aantal inwoners vastgesteld op 2137.
In 2006 is het aantal inwoners door het United States Census Bureau geschat op 2499, een stijging van 362 (16.9%).

## Geografie
Volgens het United States Census Bureau beslaat de plaats een oppervlakte van
10,9 km², waarvan 9,3 km² land en 1,6 km² water. Westport ligt op ongeveer 18 m boven zeeniveau.

## Plaatsen in de nabije omgeving
De onderstaande figuur toont nabijgelegen plaatsen in een straal van 20 km rond Westport.